# Centre d'études mexicaines et centraméricaines Amérique centrale
Le Centre d’études mexicaines et centraméricaines Amérique centrale (CEMCA-AC), Centro de Estudios Mexicanos y Centroamericanos América Central en castillan, est l'antenne du CEMCA Mexico, un centre de recherche français en sciences sociales et humaines dépendant du Ministère des Affaires étrangères et européennes et du réseau des Institut français de recherche à l'étranger (IFRE) basé dans la capitale mexicaine. Il est situé à Ciudad de Guatemala, au Guatemala. Le responsable de l'antenne guatémaltèque est le Dr Sébastien Hardy.

## Présentation générale
Le CEMCA est rattaché au ministère des Affaires étrangères et européennes dont dépend le réseau des Instituts français de recherche à l’étranger (IFRE). De ce fait le CEMCA-AC fonctionne sous couvert de l'ambassade de France au Guatemala. 
L'antenne est parfois appelée CEMCA-Guatemala ou CEMGUA du fait de sa situation géographique. Il a pourtant vocation à couvrir tous les pays d'Amérique centrale et reste le seul organisme français présent dans cette région. Si le personnel se limite à deux permanents et parfois des stagiaires, la section centraméricaine compte 19 chercheurs en archéologie, sociologie, anthropologie, géographie, sciences politiques et histoire.
Le CEMCA-AC est en lien, via des accords de coopération scientifiques, avec de nombreuses institutions tel l'Université San Carlos de Ciudad de Guatemala (USAC), la FLACSO (Faculdad Latinoamericana de Ciencias Sociales), l'Universidad del Valle de Guatemala (UVG), l'Universidad Rafael Landivar (URL)...

## Histoire
L'histoire du CEMCA-AC débute dans les années 1950 avec l'archéologue franco-allemand Henri Lehmann qui souhaite effectué des fouilles sur le site de Mixco Viejo. Si ce projet échoue à cause de l'arrivée de la dictature et du renversement du président Jacobo Arbenz Guzman, l'initiative contribue à installer une présence scientifique française durable dans la région. Ainsi Alain Ichon reprend à son compte des fouilles sur l'Altiplano guatémaltèque puis un échos à la création du CEMCA au Mexique, se crée en 1987 la section Amérique Centrale du CEMCA.
Pour des raisons pratiques, le Guatemala est choisi comme pays d'accueil, étant le pays possédant le plus important patrimoine archéologique de la région. La première responsable est la Dr. Charlotte Arnauld.
La tâche essentielle du CEMCA-AC jusqu'à aujourd'hui va être, en plus des recherches, de visibiliser la présence française dans une partie du monde où ce pays est relativement absent en renforçant les liens avec les institutions locales, en institutionnalisant la présence du CEMCA et en créant des moyens de communication efficace notamment par un site internet. 

### Liste des responsables
- Dr Charlotte Arnauld (1987-1990)
- Dr Marie-France Fauvet, archéologue(1990-1993)
- Dr Jean Piel, historien, archéologue (1993-1995)
- Dr Alain Breton, anthropologue (1995-1997)
- Dr Véronique Gervais, anthropologue physicienne (1998-2001)
- Dr Nathalie Raymond, géographe(2001-2003)
- Dr Willibald Sonnleitner, politiste et sociologue (2003-2007)
- Dr Carlos Agudelo, sociologue et politologue (2007-2011 )
- Dra Mélanie Fornié, archéologue (2011-2014)
- Dr Sébastien Hardy, géographe (2014-)

## Archéologie
Du fait de la richesse de la région en sites mayas, le CEMCA-AC consacre une grande partie de ces recherches à ce domaine. Commencé avec des projets de recherches dans les Hautes Terres Mayas par Alain Ichon, Charlotte Arnauld et Marie-France Fauvet des fouilles ont lieu à la Joyanca dans le Petén entre 1999 et 2003 (projet franco-guatémaltèque et pluridisciplinaire Petén-Noroccidente - PNO) puis à Zapote Bobal entre 2003 et 2008 (projet PNO2, Petén-Noroccidente-seconde phase)et à La Rejoya en 2008.
Il faut aussi signaler le travail d'Alain Breton sur le Rabinal Achí, texte préhispanique k'iche' d'une importance capitale pour la connaissance des mythes mayas. Son ouvrage, Rabinal Achi, un drame dynastique du quinzième siècle a été publié par le CEMCA en espagnol à la suite d'une première édition française en 1994.
Actuellement 7 travaux sont en cours ou ont eu lieu récemment :
- Modes d'organisation et changements dans les sociétés mayas (Guatemala, Mexique)
- La Rejoya, Petén, reconnaissance et sondages d'un site satellite de Caracol (Guatemala)
- Relation entre places publiques et espaces privés dans les terres basses centrales et méridionales du Préclassique au Classique terminal (Guatemala, Honduras, Belize et Mexique)
- Investigations et conservations des sites d'art rupestre (Salvador, Guatemala)
- Cancuen, identité culturelle et céramique, Petéen Sud (Guatemala)
- Qumarja’j, dynamiques d'occupation, pouvoirs et espace dans le Post-Classique (Guatemala)
- Expressions et dynamiques culturelles dans le Sud-Est Mésoaméricain : recherches franco-salvadorienne Cra sucia (Salvador)

## Projet AFRODESC
Le CEMCA-AC est aussi engagé dans une étude des populations afrodescendantes d'Amérique centrale porté par l'Agence nationale de recherche (ANR), c'est le projet AFRODESC - Afrodescendants et esclavages : domination, identification et héritages dans les Amériques (15e – 21e siècles).
Le Dr Carlos Agudelo y participe avec l'étude sur les politiques publiques multiculturelles, d'inclusion et d'exclusion et la pauvreté des populations noires en Amérique centrale. Il étudie notamment le cas des populations garifunas qui sont environ 200 000 à peupler les côtes bélizienne, guatémaltèque, hondurienne et nicaraguayenne. 

## Autres recherches en cours ou récentes
Anthropologie
- Étude des représentations mayas du politique et analyses des pratiques et discours rituels
- Agriculture, monnaie, propriété de la terre chez les q'eqchi'es.

Histoire
- Imaginer l'Amérique Centrale et construire les nations. 1821-1921. Le rôle de l'imaginaire centraméricain dans la construction des nations centraméricaines.
- Du libéralisme au néolibéralisme en Amérique Centrale

Sociologie et Sciences Politiques
- Politiques publiques multiculturelles, inclusion, exclusion et pauvreté en Amérique centrale. Le cas des populations noires.
- Conflits agricoles locaux, intermédiation internationale et mobilisations transnationales sur les droits des travailleurs centraméricains.
- Démocratie et autoritarisme : le cas du Guatemala
- Stratégie de reconversion et métamorphose chez les acteurs politico-militaires depuis les guerres internes en Centramérique (Nicaragua-Salvador)
- Premières expériences dans la participation politique et exercice du pouvoir des organisations indigènes, Guatemala 1986-2004
- Les mutations des processus démocratiques : contribution à une sociologie politique et à une géographie électorale comparée du Mexique et de Centramérique (1980-2010)

## Centre de documentation
Le centre de documentation du CEMCA-AC est situé dans l'ambassade de France à Ciudad de Guatemala comporte environ 4 000 titres centrés sur l'Amérique centrale mais aussi le Mexique. Il concerne les domaines sociologique, anthropologique, archéologique, historique, linguistique, etc.